# Teorema di esistenza e unicità per un problema di Cauchy
In matematica, il teorema di esistenza e unicità per un problema di Cauchy, detto anche teorema di Picard-Lindelöf, teorema di esistenza di Picard o teorema di Cauchy-Lipschitz, stabilisce le condizioni di esistenza e unicità della soluzione di un'equazione differenziale ordinaria.
Il teorema dice che dato il problema ai valori iniziali:
{\displaystyle y'(t)=f(t,y(t)),\qquad y(t_{0})=y_{0},\qquad t\in [t_{0}-\varepsilon ,t_{0}+\varepsilon ],}
se {\displaystyle f} è una funzione lipschitziana in {\displaystyle y} e continua in {\displaystyle t} allora per qualche {\displaystyle \varepsilon >0} esiste un'unica soluzione {\displaystyle y(t)} al problema ai valori iniziali sull'intervallo {\displaystyle [t_{0}-\varepsilon ,t_{0}+\varepsilon ].}

## Il teorema
Sia {\displaystyle f} una funzione definita in un intorno del punto {\displaystyle (x_{0},y_{0})\in \mathbb {R} \times \mathbb {R} ^{n}} della forma:
{\displaystyle I\times J=\{(x,y)\in \mathbb {R} \times \mathbb {R} ^{n}:|x-x_{0}|\leq a,\|y-y_{0}\|\leq b\},}
con {\displaystyle a}, {\displaystyle b} reali positivi, e si ponga che {\displaystyle f} è almeno di classe {\displaystyle C^{0}} in tale intorno. Si supponga inoltre che {\displaystyle f} sia lipschitziana rispetto alla variabile {\displaystyle y} (uniformemente nella variabile {\displaystyle x}, cioè la costante di Lipschitz non dipende da  {\displaystyle x}):
{\displaystyle \|f(x,y_{1})-f(x,y_{2})\|\leq L\cdot \|y_{1}-y_{2}\|\quad \forall x\in I\quad \forall y_{1},y_{2}\in J,}
con {\displaystyle L>0} costante di Lipschitz. Allora il problema di Cauchy:
{\displaystyle \Theta =\left\{{\begin{array}{ll}y'&=f(x,y)\\y(x_{0})&=y_{0}\end{array}}\right.}
possiede una soluzione unica.
Sotto l'ipotesi di continuità della funzione è possibile dimostrare l'equivalenza tra il problema di Cauchy e la seguente equazione integrale, detta equazione di Volterra:
{\displaystyle y(x)=y_{0}+\int _{x_{0}}^{x}f(t,y(t))\mathrm {d} t,\qquad \forall x\in I_{\delta },}
dove {\displaystyle {I_{\delta }}\,=\,\left[{x_{0}}-\delta ,{x_{0}}+\delta \right]} è un intorno di {\displaystyle x_{0}}, con {\displaystyle \delta } valore opportuno. L'esistenza di una funzione {\displaystyle y=y(x)} che soddisfa al sistema {\displaystyle \Theta } si verifica se e solo se tale equazione ammette soluzione.

## Dimostrazioni
Nel seguito sono elencate due diverse dimostrazioni del teorema. La prima sfrutta concetti basilari di analisi funzionale, mentre la seconda utilizza argomenti di analisi reale e ha il pregio di mostrare come costruire operativamente una soluzione attraverso approssimazioni successive, e di dare una stima generalmente più accurata dell'ampiezza {\displaystyle \delta } dell'intervallo di definizione della soluzione.

### Prima dimostrazione
Sia {\displaystyle \delta <\min \left\{a,{\tfrac {1}{L}},{\tfrac {b}{M}}\right\}} con {\displaystyle M=\max\{|f(x,y)|:(x,y)\in I\times J\}}. Si noti che {\displaystyle M\in \mathbb {R} } per il teorema di Weierstrass (poiché {\displaystyle I\times J} è compatto). Nel caso in cui {\displaystyle M=0}, ovvero qualora {\displaystyle f} sia identicamente nulla, il sistema ammette come unica soluzione la funzione costante {\displaystyle y(x)=y_{0}}, quindi si può supporre {\displaystyle M\neq 0}.
Sia {\displaystyle I_{\delta }=[x_{0}-\delta ,x_{0}+\delta ].} Si può considerare lo spazio metrico {\displaystyle (X,\|\cdot \|_{C^{0}})} delle funzioni {\displaystyle g\colon I_{\delta }\to \mathbb {R} ^{n}} continue con la norma dell'estremo superiore, e una palla al suo interno, definita da:
{\displaystyle B=\{g\in X:\|g-y_{0}\|_{C^{0}}\leq b\}.}
Essendo lo spazio {\displaystyle X} completo, e {\displaystyle B\subseteq X} chiuso, allora anche quest'ultimo risulta essere uno spazio completo rispetto alla metrica indotta.
Si procede quindi definendo l'operatore {\displaystyle F:B\to B}, detto "operatore di Volterra", tale che {\displaystyle F(y)={\widehat {y}}}, dove:
{\displaystyle {\widehat {y}}=y_{0}+\int _{x_{0}}^{x}f(t,y(t))\mathrm {d} t.}
Si nota innanzitutto che {\displaystyle F} è ben definito, ossia che per ogni {\displaystyle y\in B} si ha {\displaystyle F(y)\in B}. Infatti:
{\displaystyle |{\widehat {y}}-y_{0}|=\left|\int _{x_{0}}^{x}f(t,y(t))\mathrm {d} t\right|\leq \int _{x_{0}}^{x}|f(t,y(t))|\mathrm {d} t,}
per ogni {\displaystyle x\in I_{\delta }}. Ma per ipotesi {\displaystyle |f(t,y(t))|\leq M}, da cui si deduce che:
{\displaystyle |{\widehat {y}}-y_{0}|\leq \int _{x_{0}}^{x}|f(t,y(t))|\mathrm {d} t\leq M|x-x_{0}|\leq M\delta \leq b.}
Una volta assicurata la buona definizione di {\displaystyle F} è sufficiente dimostrare che questa è una contrazione su {\displaystyle B} per completare il teorema. Il teorema delle contrazioni infatti ci assicura l'esistenza di un unico punto fisso di {\displaystyle F} in {\displaystyle B}, quindi nel nostro caso di una funzione {\displaystyle y=y(x)} tale che {\displaystyle F(y)=y}, cioè
{\displaystyle y(x)=y_{0}+\int _{x_{0}}^{x}f(t,y(t))\mathrm {d} t,}
definita sull'intervallo {\displaystyle I_{\delta }}, e risolvente dunque il sistema {\displaystyle \Theta }. Tenendo conto delle ipotesi su {\displaystyle f} (in particolare la lipschitzianità) si può scrivere:
{\displaystyle {\begin{aligned}|F(y_{1})-F(y_{2})|&=\left|\int _{x_{0}}^{x}{\big (}f(t,y_{1}(t))-f(t,y_{2}(t)){\big )}\mathrm {d} t\right|\leq \int _{x_{0}}^{x}|f(t,y_{1}(t))-f(t,y_{2}(t))|\mathrm {d} t\\&\leq \int _{x_{0}}^{x}L|y_{1}(t)-y_{2}(t)|\mathrm {d} t\leq L\delta \|y_{1}-y_{2}\|_{C^{0}}.\end{aligned}}}
e prendendo l'estremo superiore al variare di {\displaystyle x\in {I_{\delta }}} si ottiene:
{\displaystyle \|F(y_{1})-F(y_{2})\|_{C^{0}}\leq L\delta \|y_{1}-y_{2}\|_{C^{0}},}
e poiché {\displaystyle L\delta <1}, {\displaystyle F} è una contrazione.

### Seconda dimostrazione (Picard-Lindelöf)
Nel corso della seguente dimostrazione si giunge ad una stima generalmente più accurata del numero reale {\displaystyle \delta }. Inizialmente, si ponga {\displaystyle \delta =\min\{a,{\tfrac {b}{M}}\}}. Il passo successivo consiste nel definire per ricorrenza una successione di funzioni {\displaystyle y_{k}\colon I_{\delta }\to \mathbb {R} ^{n}} come:
{\displaystyle \left\{{\begin{array}{ll}y_{0}(x)=y_{0}\\y_{k+1}(x)=y_{0}+\int _{x_{0}}^{x}f(t,y_{k}(t))\mathrm {d} t.\end{array}}\right.}
È necessaria quindi una verifica della buona definizione della successione, più precisamente bisogna mostrare (ad esempio tramite induzione) che {\displaystyle y_{k}(t)\in J\ \forall t\in I_{\delta }}; il passo base è immediato per come è stato definito {\displaystyle J}, mentre per il passo induttivo si supponga {\displaystyle y_{k}\in J\ \forall t\in I_{\delta }}, da cui banalmente {\displaystyle (t,y_{k}(t))\in I_{\delta }\times J}. Per le ipotesi preliminarmente fatte su {\displaystyle f} si può quindi maggiorare il valore assoluto di {\displaystyle f(t,y_{k}(t))} con {\displaystyle M}. È dunque di immediata verifica che:
{\displaystyle |y_{k+1}(x)-y_{0}|=\left|\int _{x_{0}}^{x}f(t,y_{k}(t))\mathrm {d} t\right|\leq \left|\int _{x_{0}}^{x}|f(t,y_{k}(t))|\mathrm {d} t\right|\leq M|x-x_{0}|\leq M\delta \leq b.}
Si procede nella dimostrazione stimando ricorsivamente la distanza tra due termini consecutivi della successione puntualmente in {\displaystyle I_{\delta }} con un metodo analogo a quello induttivo appena usato.
Inizialmente si ha:
{\displaystyle |y_{1}(x)-y_{0}|=\left|\int _{x_{0}}^{x}f(t,y_{0}(t))\mathrm {d} t\right|\leq M\left|x-x_{0}\right|,}
mentre per i passi seguenti bisogna usare anche l'ipotesi di lipschitzianità di cui gode {\displaystyle f}:
{\displaystyle {\begin{aligned}|y_{2}(x)-y_{1}(x)|&=\left|\int _{x_{0}}^{x}[f(t,y_{1}(t))-f(t,y_{0})]\mathrm {d} t\right|\leq \left|\int _{x_{0}}^{x}|f(t,y_{1}(t))-f(t,y_{0})|\mathrm {d} t\right|\\&\leq \left|\int _{x_{0}}^{x}L|y_{1}(t)-y_{0}|\mathrm {d} t\right|\leq ML\left|\int _{x_{0}}^{x}|t-x_{0}|\mathrm {d} t\right|={\frac {ML}{2}}|x-x_{0}|^{2}.\end{aligned}}}
Per avere una migliore comprensione della formula generale per la stima che verrà data tra poco è consigliabile sviluppare almeno 
un altro passo dell'induzione:
{\displaystyle {\begin{aligned}|y_{3}(x)-y_{2}(x)|&=\left|\int _{x_{0}}^{x}[f(t,y_{2}(t))-f(t,y_{1}(t))]\mathrm {d} t\right|\leq \left|\int _{x_{0}}^{x}|f(t,y_{2}(t))-f(t,y_{1}(t))|\mathrm {d} t\right|\\&\leq \left|\int _{x_{0}}^{x}L|y_{2}(t)-y_{1}(t)|\mathrm {d} t\right|\leq {\frac {ML^{2}}{2}}\left|\int _{x_{0}}^{x}|t-x_{0}|^{2}\mathrm {d} t\right|={\frac {ML^{2}}{3!}}|x-x_{0}|^{3}.\end{aligned}}}
Risulta a questo punto chiara la seguente stima generale, alla quale si può giungere tramite processo induttivo:
{\displaystyle |y_{k+1}(x)-y_{k}(x)|\leq {\frac {ML^{k}}{(k+1)!}}|x-x_{0}|^{k+1}\quad \forall x\in I_{\delta },}
da cui si può dedurre la convergenza uniforme di questa successione di funzioni nell'intervallo {\displaystyle I_{\delta }}, dato che maggiorando ulteriormente con:
{\displaystyle {\frac {M}{L}}{\frac {L^{k+1}\delta ^{k+1}}{(k+1)!}}.}
si ottiene chiaramente la ridotta della serie esponenziale numerica:
{\displaystyle \sum _{k=1}^{\infty }{\frac {M}{L}}{\frac {L^{k+1}\delta ^{k+1}}{(k+1)!}}={\frac {M}{L}}(e^{L\delta }-1).}
Passando al limite per {\displaystyle k\rightarrow +\infty } e sfruttando nuovamente la lipschitzianità di {\displaystyle f} rispetto a {\displaystyle y}, si ottiene la convergenza totale e quindi uniforme della serie telescopica{\displaystyle \sum _{k=1}^{\infty }||y_{k}-y_{k-1}||}  (maggiorata dalla serie {\displaystyle \sum _{k=1}^{\infty }{\frac {ML^{k-1}\delta ^{k}}{k!}}} convergente) alla funzione {\displaystyle y(x)-y_{0}}, mentre per quanto riguarda il secondo membro della successione definita all'inizio {\displaystyle \left(\int _{x_{0}}^{x}f(t,y_{k}(t))\mathrm {d} t\right)}, la sua funzione integranda converge a {\displaystyle f(t,y(t))}.
Si può a questo punto utilizzare il teorema di passaggio al limite sotto il segno di integrale per ottenere:
{\displaystyle y(x)=y_{0}+\int _{x_{0}}^{x}f(t,y(t))\mathrm {d} t.}
Ma questa è la formulazione integrale (ed equivalente) del problema di Cauchy, quindi per concludere la dimostrazione non resta altro che mostrare l'unicità di tale soluzione. Il modo migliore è procedere per assurdo: si supponga che esista un'altra funzione {\displaystyle g(x)} (soluzione del PdC) definita in un nuovo intorno {\displaystyle I_{\delta '}} (la notazione rimane coerente con quanto esposto in precedenza) della condizione iniziale {\displaystyle x_{0}} (quindi con lo stesso centro) e tale che esiste {\displaystyle {\tilde {x}}\in I_{\delta '}} per cui {\displaystyle g({\tilde {x}})\neq y({\tilde {x}})}. Definito {\displaystyle {\tilde {\delta }}=min\{\delta ,\delta '\}} si consideri la relazione (valida per ipotesi di assurdo):
{\displaystyle |g(x)-y_{0}|=\left|\int _{x_{0}}^{x}f(t,g(t))\mathrm {d} t\right|\leq M|x-x_{0}|\quad \forall x\in I_{\tilde {\delta }}.}
Con un procedimento completamente analogo al precedente si giunge però alla stima:
{\displaystyle |g(x)-y_{k}(x)|\leq {\frac {ML^{k}}{(k+1)!}}|x-x_{0}|^{k+1},\quad \forall x\in I_{\tilde {\delta }}}
Dato che il secondo membro della disuguaglianza tende a 0 al tendere di {\displaystyle k} all'infinito, si può dedurre che:
{\displaystyle g(x)=y(x)=\lim _{k\to +\infty }y_{k},\quad \forall x\in I_{\tilde {\delta }},}
e ciò contraddice l'ipotesi se {\displaystyle {\delta }'<{\delta }} , mentre se {\displaystyle {\delta }<{\delta }'} non contraddice l'ipotesi ma dimostra che la funzione {\displaystyle g(x)=y(x)} quando {\displaystyle g(x)\in I_{\delta }} che è il nostro intervallo di partenza.

## Generalizzazioni
Il teorema è un valido strumento nello studio delle equazioni differenziali, ma a priori garantisce unicamente l'esistenza della soluzione localmente, ossia in un intorno delle condizioni iniziali. Non è assicurata invece l'esistenza di un'unica funzione risolvente {\displaystyle \Theta } in un intervallo arbitrario (eventualmente tutto {\displaystyle \mathbb {R} }), sotto ipotesi più strette (ad esempio la sublinearità rispetto a {\displaystyle y} di {\displaystyle f}) rispetto a quelle richieste per la versione locale. Se {\displaystyle f} soddisfa queste ulteriori richieste si può dimostrare inoltre che la soluzione ammette un prolungamento massimale sul suo intervallo di definizione.
Un altro enunciato, il teorema di esistenza di Peano, mostra invece soltanto l'esistenza della soluzione (non l'unicità), ma considera una funzione che è solamente una funzione continua, e non lipschitziana. Ad esempio, il secondo membro dell'equazione {\displaystyle y'=y^{1/3}} con la condizione iniziale {\displaystyle y(0)=0} è continuo, ma non secondo Lipschitz. Difatti, l'equazione ha tre soluzioni, di cui la prima è {\displaystyle y(t)=0} e le altre due sono:
{\displaystyle y(t)=\pm {\big (}{\tfrac {2}{3}}t{\big )}^{3/2}.}
Più in generale, il teorema di esistenza di Carathéodory dimostra l'esistenza per condizioni più deboli per {\displaystyle f}. Si nota che nonostante tali condizioni siano soltanto sufficienti ci sono risultati, come quello di Okamura, che forniscono condizioni necessarie e sufficienti affinché il problema ai valori iniziali abbia soluzione unica.

## Esempi
- Sia dato il problema di Cauchy:

{\displaystyle \left\{{\begin{array}{ll}y'=\lambda y\\y(0)=1\end{array}}\right.}
La funzione {\displaystyle f} soddisfa tutte le ipotesi, quindi localmente la soluzione è unica (in realtà si potrebbe osservare che poiché {\displaystyle |f|\leq K|y|} per una certa costante reale {\displaystyle K} la soluzione è globalmente unica al variare di {\displaystyle \lambda \in \mathbb {R} }). La soluzione è quindi (tenendo conto della condizione iniziale {\displaystyle y(0)=1}) la funzione {\displaystyle y=e^{\lambda x}}
- Un tipico esempio di un problema che non rispetta le ipotesi è:

{\displaystyle \left\{{\begin{array}{ll}y'=3y^{\frac {2}{3}}\\y(0)=0\end{array}}\right.}
La funzione {\displaystyle f} non è localmente lipschitziana rispetto a {\displaystyle y} in nessun intorno dell'origine e infatti non si ha un'unica soluzione con questa condizione iniziale (anzi, se ne possono trovare infinite: è il fenomeno del pennello di Peano), quali ad esempio {\displaystyle y(x)=x^{3}} oppure {\displaystyle y(x)=0}.
- Si consideri l'equazione differenziale del secondo ordine che descrive il moto armonico:

{\displaystyle y''+\omega ^{2}y=0,\quad \omega \in \mathbb {R} }
riconducibile mediante sostituzione al sistema:
{\displaystyle \left\{{\begin{array}{ll}y'=z\\z'=-\omega ^{2}y\end{array}}\right.}
Aggiungendo le condizioni iniziali (la scelta {\displaystyle x_{0}=0} è arbitraria) {\displaystyle y(0)=y_{0}} e {\displaystyle z(0)=z_{0}} si ottiene come unica soluzione:
{\displaystyle y(x)=y_{0}\cos(\omega x)+{\frac {z_{0}}{\omega }}\sin(\omega x).}